# Thalassosmittia
Thalassosmittia is een muggengeslacht uit de familie van de Dansmuggen (Chironomidae).

## Soorten
- T. atlantica (Stora, 1936)
- T. clavicornis (Saunders, 1928)
- T. marinus (Saunders, 1928)
- T. pacificus (Saunders, 1928)
- T. thalassophila (Bequaert & Goetghebuer, 1913)